# سحنات قديمة
تتناول دراسات السحنات القديمة (بالإنجليزية: Palynofacies) فحص عملية حفظ جسيمات المادة العضوية والأنماط الشكلية الطلعية، وذلك بهدف توفير معلومات عن البيئة الترسيبية للرواسب والبيئات القديمة الترسيبية للصخور الرسوبية. وابتكر مصطلح السحنات القديمة الجيولوجي الفرنسي كومباز في عام 1964. وغالبًا ما يتم ربط دراسات السحنات القديمة بتحقيقات علم الطلع والجيوكيمياء العضوية للصخور الرسوبية.
يمكن استخدام السحنات القديمة بطريقتين:
- السحنات القديمة العضوية المعنية بجميع المواد العضوية الجسيمية (POM) اللاذوابة الحمضية، بما في ذلك الكيروجين والأنماط الشكلية الطلعية في الرواسب والمستحضرات الطلعية للصخور الرسوبية. ويمكن فحص المستحضرات المنخلية أو غير المنخلية باستخدام حوامل العينات المركزة (strew mounts) على شرائح مجهرية، والتي يمكن فحصها بواسطة مجهر بيولوجي نافذ للضوء أو مجهر الأشعة فوق البنفسجية (UV) الفلوري. وتتم دراسة مدى وفرة وتركيب وحفظ المكونات المختلفة، إلى جانب التغيير الحراري للمادة العضوية.
- السحنات القديمة للأنماط الشكلية الطلعية المعنية بمدى وفرة وتركيب وتنوع الأنماط الشكلية الطلعية في مستحضر طلعي منخلي من الرواسب أو مستحضر طلعي من الصخور الرسوبية. ويمكن استخدام نسبة العوالق النباتية الأحفورية البحرية (أكياس الحفريات العضوية الصغيرة (الأكريتارش) والسوطيات الدوارة)، بالإضافة إلى الشتينوزوا، وحتى الأنماط الشكلية الطلعية الأرضية (حبوب اللقاح والأبواغ) في استخراج دليل مدخلات أرضي عن الرواسب البحرية.

يُستخدم نوعي دراسات السحنات القديمة في التفسير الجيولوجي للأحواض الرسوبية في الاستكشاف الجيولوجي، ويكون ذلك غالبًا بالاشتراك مع التحليل الطلعي وانعكاسية الفيترينايت.

## وصلات خارجية
- Centre for Palynology, University of Sheffield, UK نسخة محفوظة 24 نوفمبر 2005 على موقع واي باك مشين.
- The Micropalaeontological Society, Palynology Group
- The American Association of Stratigraphic Palynologists (AASP)
- Commission Internationale de Microflore du Paléozoique (CIMP) نسخة محفوظة 25 ديسمبر 2005 على موقع واي باك مشين., international commission for Palaeozoic palynology.
- Palynofacies, an annotated link directory.